# Thomas Bohier
Pour les articles homonymes, voir Bohier.
Thomas Bohier, né vers 1460 à Issoire en Auvergne et mort le 24 mars 1523 au camp de Vigelli, dans le Milanais en Italie, a occupé des fonctions politiques à la fin du XVe et au début du XVIe siècle. À partir de 1513, il fait construire le château de Chenonceau, dont son épouse Katherine Briçonnet supervise la construction.

## Biographie

### Carrière
Thomas Bohier est au service de Louis XI, Charles VIII et Louis XII, et enfin de François Ier. Notaire, maître des comptes à Paris, nommé en 1491 secrétaire du roi Charles VIII, il est secrétaire des Finances à Grenoble en 1494, puis général des Finances de Normandie en 1497. C’est lui qui entreprit l’édification de l’hôtel des Finances de Rouen, sur le parvis de la cathédrale, en 1508. Il est également élu en 1497 maire de Tours. Couronnement de sa carrière, il est lieutenant-général du roi et trésorier général des guerres en Italie, où il décède le 24 mars 1523.

### Chenonceau

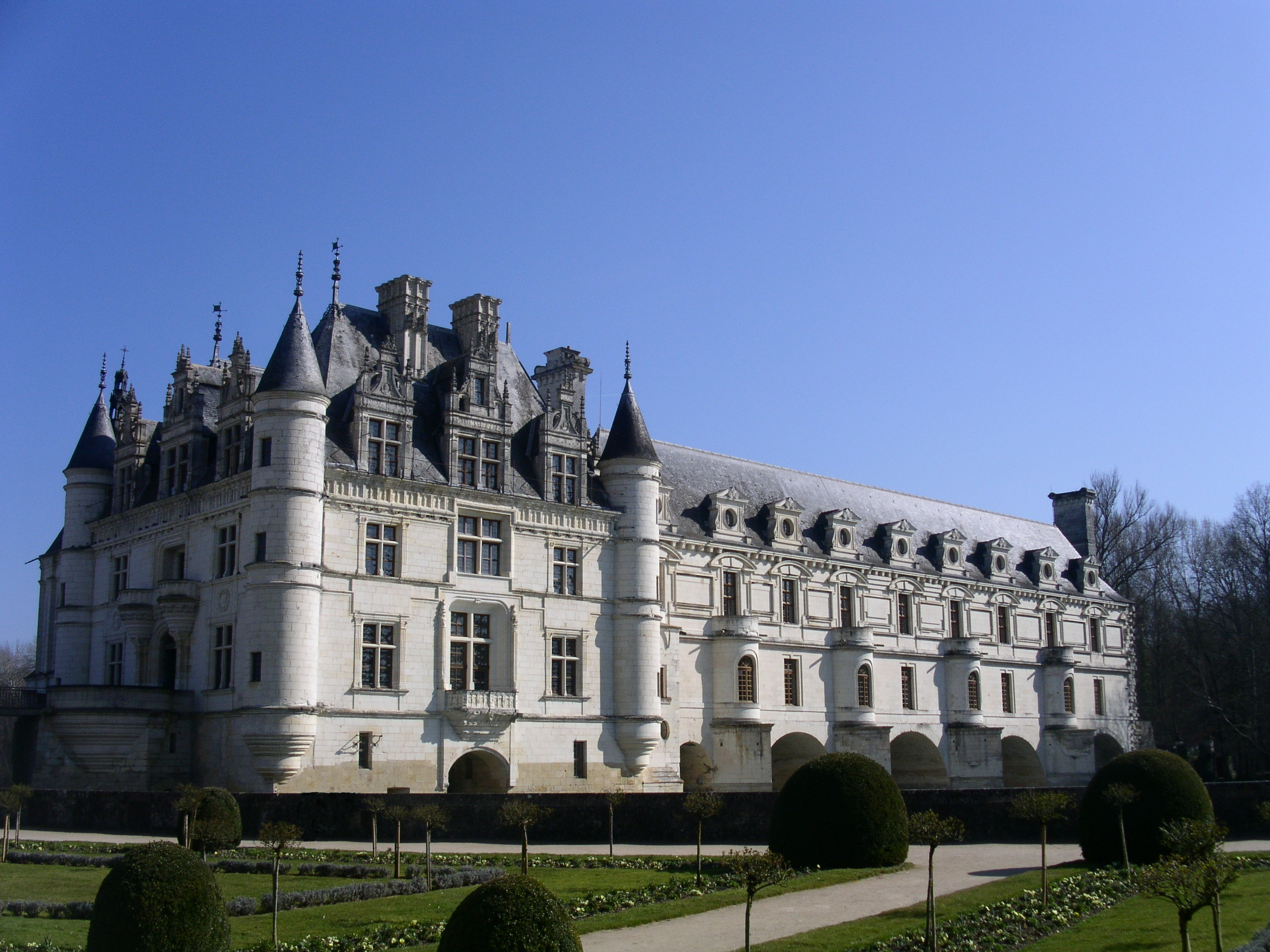
Château de Chenonceau.

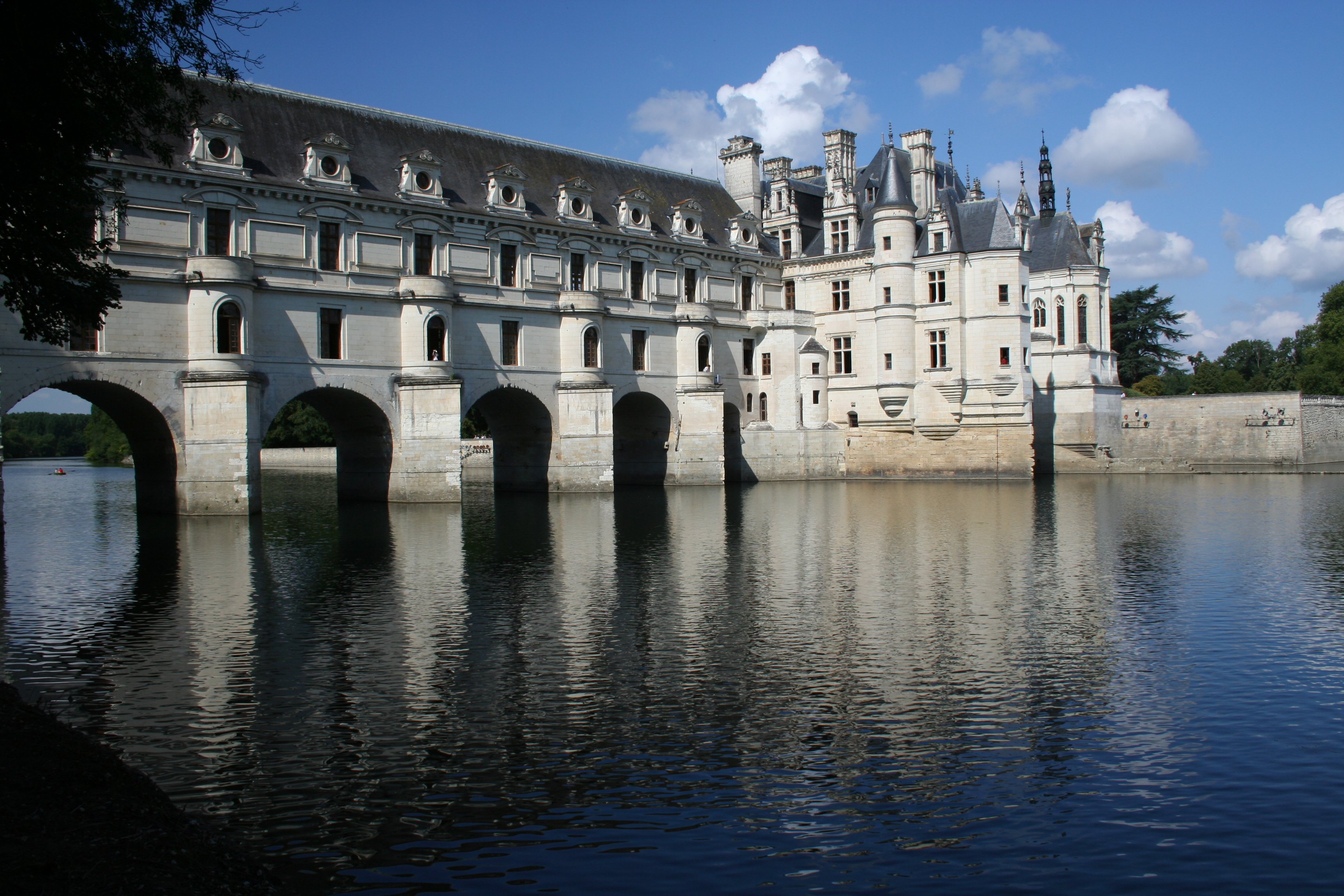
Château de Chenonceau, côté Cher.

Bohier convoitait depuis quelque temps le domaine de Chenonceaux et surveillait la ruine de la famille Marques.
Il fait acheter, en sous-mains par Jacques de Beaune, plusieurs dépendances de Chenonceau et diverses rentes constituées sur cette terre afin de contraindre Pierre Marques, en exigeant la régularité des versements, à vendre un jour son domaine principal.
Jacques de Beaune achète alors :
- Le 10 décembre 1494, les Houdes et 20 livres de rente de Jean de Hodon (fils d’Adam) pour 821 écus d’or, 18 sols et 9 deniers ;
- De Foulques Marques, 50 livres de rente ;
- De Jean Quetier, marchand, 42 livres de rente ;
- De Pierre Imbert, un muid de froment ;
- De Michel Pellé, 10 livres ;
- De Jean du Fau, écuyer, 100 livres ;
- De Macé Papillon, 30 livres ;
- De Pierre et Foulques Marques, 100 livres.

Le 27 avril 1496, Jacques de Beaune fait une déclaration de command et démasque Thomas Bohier qui prend aussitôt possession des Houdes et construit un château.
Bohier exige le versement des rentes (352 livres et 1 muid de froment). Pierre Marques, se trouvant dans l’impossibilité de payer, doit vendre.
En 1506, la seigneurie de Chenonceaux est saisie et est adjugée à Aymar de Prie. Non content de n’avoir pu acquérir ce domaine, Thomas Bohier demande au Parlement de casser cette décision.
En 1506, le fief de Coulommiers (paroisse de Francueil) est saisie sur damoiselle Claire de Clermont et est adjugée à Bohier pour 1 450 livres.
En 1507, Bohier achète le fief de la Juchepie (320 livres) à Francueil.
En 1510, il acquiert le vaste fief d’Argy (1 311 livres et 10 sols) qui s’étend sur Civray, La Croix, Bléré, Francueil, Luzillé, Saint-Georges, Chissay, Chisseaux et Chenonceaux.
En 1512, la terre de Chenonceau est de nouveau saisie et remise aux enchères. Elle est adjugée à Thomas Bohier pour 15 641 livres. Aymar de Prie avait avancé 18 000 livres mais s’est désisté au dernier moment peut-être contre une compensation financière de la part de Bohier.
En février 1514, les sept fiefs achetés par Bohier sont réunis en châtellenie par lettres patentes de Louis XII. Ce nouveau statut donne des obligations féodales ainsi que le paiement annuel d’une rente de 25 livres. Pour satisfaire à cette obligation, Bohier achète à l’évêque de Meaux une rente de 26 livres qu’il perçoit sur la recepte de Chinon.
En 1515, il achète dans le bourg de Chenonceaux, deux maisons qu’il fait démolir afin d’y bâtir le palais ou auditoire de la châtellenie et une halle pour y tenir les foires et marchés.
La même année, il achète des chanoines de Loches pour 100 livres le petit fief de Coulommiers (appelé également fief du chapitre, en raison de son origine), et de Jacques Bérard, seigneur de Chissé, les fiefs de Deffais, de Thoré, des Grands et Petits Gasts, avec les droits de bac et passage au port Olivier, pour 2 500 écus d’or. 1517, l’écuyer Jean Chapeau, seigneur de Scephoux lui vend le fief de Vrigny pour 280 livres situé sur la paroisse de Saint-Georges.

### Décès

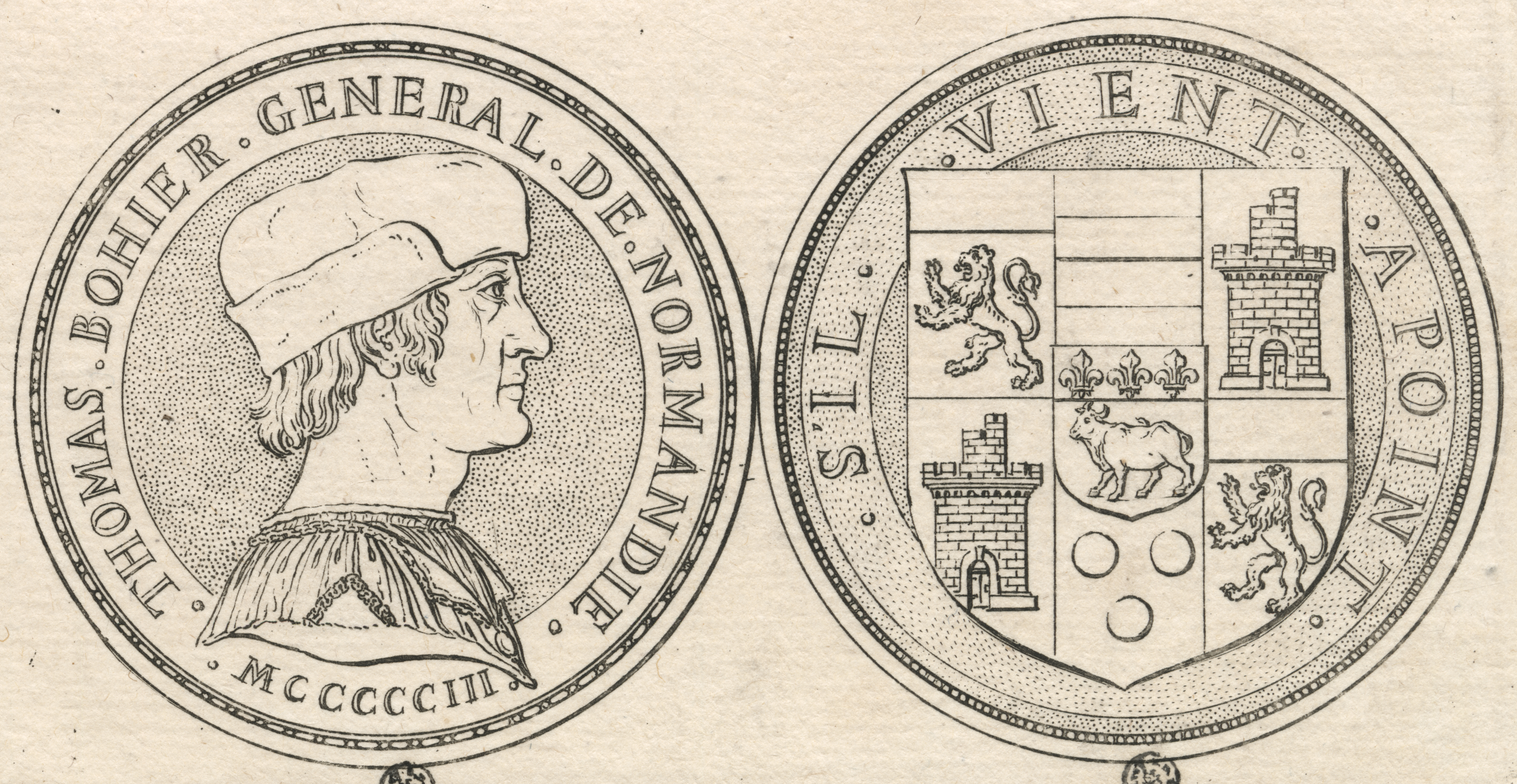
Médaille pour Thomas Bohier.

Mort le 24 mars 1523 en Italie, son corps est ramené en Touraine, où il est inhumé dans l’église Saint-Saturnin à Tours. Son épouse l’y rejoint trois ans plus tard.

## Parenté

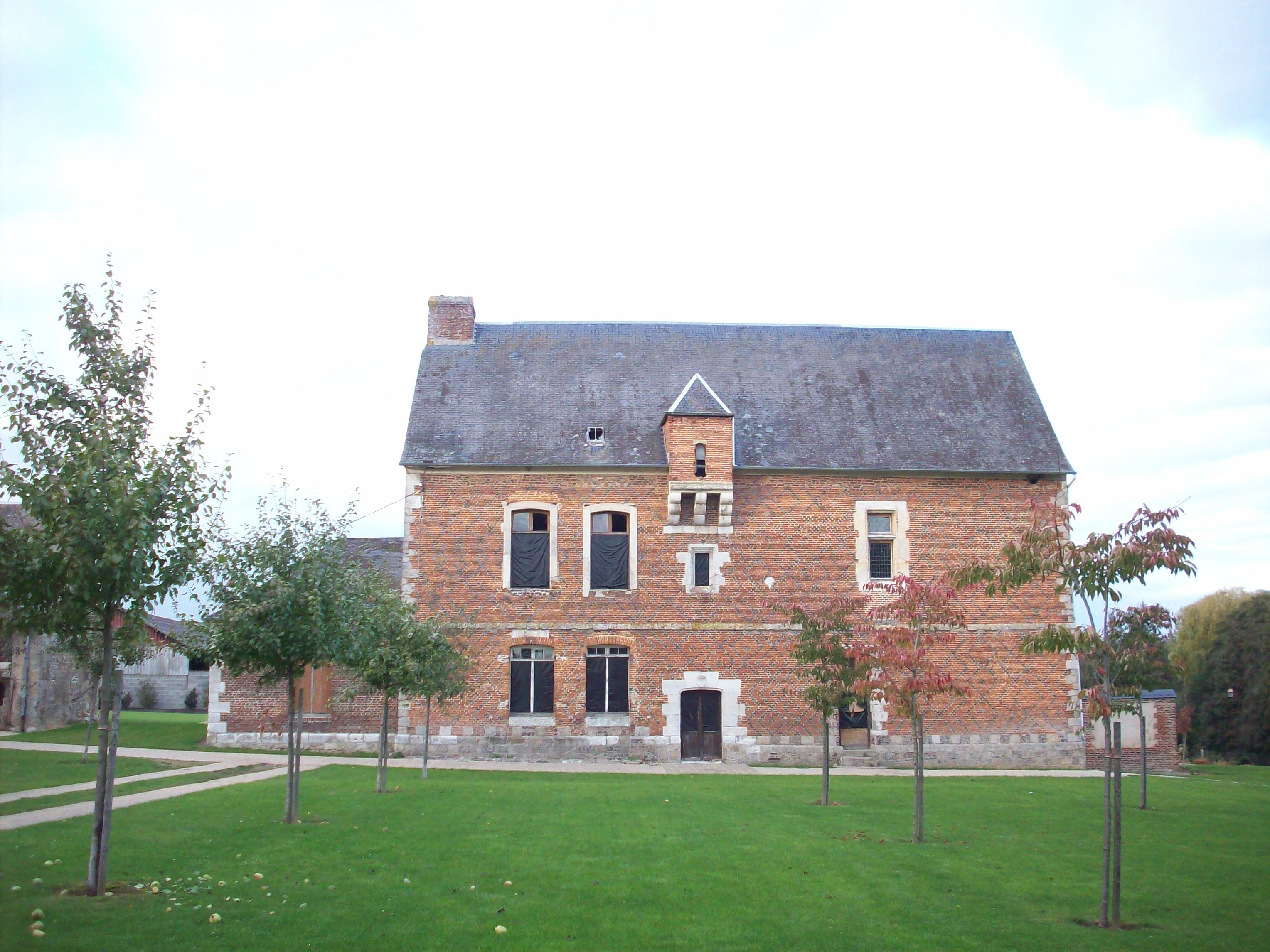
Le manoir de Colmont à Perriers-sur-Andelle, construit en 1497 par Antoine Bohier, abbé de Saint-Ouen de Rouen.

Issu d’une vieille famille bourgeoise d’Auvergne, Thomas Bohier est le deuxième enfant d’Austremoine Bohier et d’Anne Duprat.
Père : Austremoine Bohier
Mère : Anne/Béraude Duprat (tante du chancelier Du Prat)
Quatre frères et cinq sœurs :
- Alix Bohier, mariée à Jacques Ch..., écuyer ;
- Antoine Bohier, abbé de Saint-Ouen de Rouen, archevêque de Bourges et cardinal ;
- André (mort jeune) ;
- Jean Bohier, évêque de Nevers en 1508 ;
- puis Catherine, Claude, Charlotte, Geneviève, et Madeleine.

Demi-frère, issu du premier mariage de son père avec Béraude Bayard :
- Henry Bohier, maire de Tours en 1504, bailli royal de Mâcon, sénéchal de Lyon et général des Finances, seigneur de Colombiers/Villandry et Savonnières.

Oncle : Antoine Duprat, sieur de Verrière, épouse Jacqueline Bohier (sœur d’Austremoine, son père).
Cousin germain : Antoine Duprat, Premier président du Parlement de Paris (1507), chancelier de France (1515), archevêque de Sens puis cardinal (1527).
Femme :
- Catherine Briçonnet, fille du cardinal Guillaume Briçonnet et de Raoulette de Beaune.

Dix enfants : quatre garçons et six filles :
- Antoine II Bohier, maire de Tours puis gouverneur de Touraine ;
- François Bohier, évêque de Saint-Malo de 1536 à 1569, abbé de Bernay ;
- Guillaume Bohier, seigneur de Longuetouche, conseiller du roi, bailli de Cotentin, maire de Tours en 1536, 1549 et 1553 ;
- Gilles Bohier, évêque d’Agde jusqu’en 1561, doyen de Tarascon ;
- Anne Bohier, qui épouse Nicolas de Cerisay, baron de la Rivière, bailli de Cotentin ; elle reçoit de son frère, les biens de Saint-Martin-le-Beau ;
- Jeanne Bohier, femme d’Antoine du Bois..., maître d’hôtel du roi Charles VIII ;
- ... Bohier, femme de Jean de la Chesnaye, général des Finances d’outre-Seine et Yonne ;
- Marie Bohier, femme d’Annet de Montmorin, seigneur de Naddes, gouverneur du Bourbonnais ;
- ... Bohier, femme de ... de la Croix, baron de Plancy ;
- ... Bohier, femme de ..., seigneur de la Bastide.

Un médaillon représenta Bohier, avec au revers des armes et sa devise ("S'il vient à point") est signalé dans la collection du baron Charles Davillier en 1885 par Paul Eudel (Collections et Collectionneurs, p. 31).

## Armoiries
| Blason de la famille Bohier | La famille Bohier porte « D’or, au lion d’azur ; au chef de gueules ». Sa devise est : « S'il vient à point m’en souviendra ». |

## Titres
- Baron de Saint-Cirgues
- Seigneur de Chenaie
- Seigneur de Chenonceau
- Seigneur de la Tour-Bohier
- Seigneur de Nazelles
- Seigneur du Coudray